# Рибокарти
Рибокарти (пол. Rybokarty, нім. Ribbekardt) — село в Польщі, у гміні Грифиці Ґрифицького повіту Західнопоморського воєводства.
Населення — 193 особи (2011).
У 1975-1998 роках село належало до Щецинського воєводства.

## Демографія
Демографічна структура станом на 31 березня 2011 року:
|          | Загалом | Допрацездатний вік | Працездатний вік | Постпрацездатний вік |
| -------- | ------- | ------------------ | ---------------- | -------------------- |
| Чоловіки | 97      | 24                 | 67               | 6                    |
| Жінки    | 96      | 18                 | 56               | 22                   |
| Разом    | 193     | 42                 | 123              | 28                   |